# Iki no Hakatoko
Iki no Hakatoko (伊吉 博德?; fl. VII secolo) è stato un diplomatico, giurista e scrittore giapponese del VII secolo, autore dell'Iki no Hakatoko no sho, relazione della sua ambasciata in Cina.

## Biografia

### Missione in Cina
- 659-661: emissario in Cina per conto dell'imperatrice Saimei.
- 667-668: andò in Cina per conto dell'imperatore Tenji, viaggiando con Kasa no Moroishi (笠諸石?) alla corte di Gaozong, imperatore della Cina. Nel suo viaggio di ritorno in Giappone, scortò l'emissario Tang Sima Facong (司馬法聰) presso l'esercito stazionato nell'antica guarnigione di Baekje.[3]